# 潮田クラヤ三星堂
株式会社潮田クラヤ三星堂（うしおだクラヤさんせいどう）はメディセオ・パルタックホールディングス傘下で、茨城県水戸市に本社を置き、北関東地区を営業地域としている医薬品や医療機器などの卸売を行う企業であった。
2009年10月にクラヤ三星堂に吸収合併され、メディセオとなった。
そして、2016年1月1日に新株式会社を設立する運びとなった。

## 沿革
- 1892年：茨城県笠間市において潮田薬舗を創業。
- 1928年：潮田薬局に名称変更。
- 1949年：有限会社として会社設立。
- 1965年：社名を潮田薬品に改称。同時に本社を水戸市に移転。
- 1970年：株式会社に改組。
- 1985年：栃木県の三国堂と合併。社名を潮田三国堂薬品に改称。
- 2000年：東京都のクラヤ三星堂と業務及び資本を提携。
- 2002年：現在地に本社を移転。
- 2003年：クラヤ三星堂と営業統合。
- 2006年：メディセオホールディングス（現・メディパルホールディングス）発足によりグループ傘下に。同時に現在の社名に商号変更。
- 2009年：クラヤ三星堂が当社並びに千秋薬品、やまひろクラヤ三星堂、平成薬品、井筒クラヤ三星堂を吸収合併し、メディセオを発足。

## 事業所一覧
- 茨城県：水戸本社、 水戸第一支店、水戸第二支店、水戸第三支店、日立支店、鹿島支店、土浦支店、つくば支店、下館支店、取手支店、古河支店、ME支店、試薬支店
- 栃木県：宇都宮第一支店、宇都宮第二支店、宇都宮第三支店、小山支店、足利支店、今市支店、那須支店
- 群馬県：高崎第一支店、高崎第二支店、太田支店